# 瓦努阿图议会
瓦努阿图國会（英語：Parliament of Vanuatu）是瓦努阿图的国家立法机关。瓦努阿图國会实行一院制，由52名议员组成。每届议会任期4年。
瓦努阿图实行“三权分立”共和制，國会是瓦努阿图最高立法机关。瓦努阿图总统是国家元首，为国家团结统一的象征，但不掌握实权，由國会全体议员和各省省长秘密投票产生。议长、总检察长等重要人事任免由國会议决，后交由总统象征性予以签署宣布。瓦努阿图总理是政府首長，在每届國会首次会议上由全体议员以简单多数选举产生。内阁部长从议员中产生，由总理直接任命，无须國会核准，政府向國会负责。